# Депресия (география)
Вижте пояснителната страница за други значения на Депресия.
Депресията във физическата география представлява местност от сушата, чиято надморска височина е по-ниска от нивото на световния океан. По правило депресиите са безотточни области. Ако към тях тече река, в най-ниската част се образува солено езеро. Нивото на водата и солеността й може силно да варира в зависимост от сезона и валежите.

## Депресии по света
- Най-дълбоката депресия в света е Мъртво море (-402 m под морското равнище).
- Галилейско езеро (Тивериадско), най-голямото сладководно езеро под морското равнище -209 m
- Асалско езеро (Джибути) -155 m
- Турфанска падина (Северен Китай) -154 m
- Депресията Катара (Египет) -133 m
- Падината Каракия (Казахстан) -132 m
- Лагуна дел Карбон (Аржентина) -105 m
- Долината на смъртта (САЩ) -86 m
- Езеро Шот Мелрир (Алжир) -40 m
- Каспийско море (Русия) -28 m
- Големи райони в Нидерландия (около 10 000 km²) от -1 до -6,5 m (при Ротердам), защитени от морето с диги.